# Скобцова, Зоя Васильевна
Зо́я Васи́льевна Скобцо́ва, в девичестве Елхо́ва (род. 3 июля 1934, Захарово, Ивановская Промышленная область) — советская легкоатлетка, специалистка по бегу на средние дистанции и кроссу. Выступала за сборную СССР по лёгкой атлетике в 1950-х и 1960-х годах, обладательница серебряной медали Спартакиады народов СССР, серебряная призёрка чемпионатов СССР, участница летних Олимпийских игр в Токио. Представляла Иваново и спортивное общество «Спартак». Мастер спорта СССР международного класса. Тренер по лёгкой атлетике.

## Биография
Зоя Елхова родилась 3 июля 1934 года в деревне Захарово Шуйского района Ивановской Промышленной области. Училась в Шуе, куда из деревни добиралась бегом или на лыжах. В детстве серьёзно занималась лыжными гонками, затем перешла в лёгкую атлетику.
Впоследствии постоянно проживала в Иваново, окончила Ивановское педагогическое училище и факультет физического воспитания Ивановского государственного педагогического института. Выступала за добровольное спортивное общество «Спартак».
Первого серьёзного успеха на всесоюзном уровне добилась в сезоне 1958 года, когда на весеннем чемпионате СССР по кроссу в Москве выиграла серебряную медаль в дисциплине 1 км, уступив на финише только москвичке Нине Откаленко.
В 1962 году уже под фамилией Скобцова завоевала серебряную медаль на кроссовом чемпионате СССР в Мукачево — на сей раз её обошла олимпийская чемпионка Людмила Лысенко. Была пятой на кроссе «Юманите» во Франции.
В 1963 году показала четвёртый результат на кроссе «Юманите», тогда как на чемпионате страны в рамках III летней Спартакиады народов СССР в Москве с результатом 2.06,2 стала серебряной призёркой в зачёте бега на 800 метров, пропустив вперёд Веру Муханову.
В 1964 году среди прочего получила серебро в дисциплине 1 км на чемпионате СССР по кроссу в Ужгороде, вновь финишировала второй позади Людмилы Гуревич (Лысенко). Благодаря череде успешных выступлений удостоилась права защищать честь страны на летних Олимпийских играх в Токио — в полуфинале установила свой личный рекорд на дистанции 800 метров — 2:07.4, но этого оказалось недостаточно для выхода в финальную стадию соревнований.
За выдающиеся спортивные достижения удостоена почётного звания «Мастер спорта СССР международного класса».
После завершения спортивной карьеры проявила себя на тренерском поприще, в 1965—1989 годах работала тренером-преподавателем в ивановской Детско-юношеской спортивной школе № 1, участвовала в подготовке таких спортсменок как Мария Плужникова, Екатерина Носкова, Евгения Купцова, Татьяна Чуркина, Татьяна Страхова, Елена Лапина и др.
Муж Альберт Фёдорович Скобцов (1938—2021) — так же тренер по лёгкой атлетике, заслуженный работник физической культуры РФ.